# Зимние юношеские Олимпийские игры 2024
Зимние юношеские Олимпийские игры 2024 (англ. IV Winter Youth Olympic Games, кор. 제4회 동계 청소년 올림픽) проходили с 19 января по 1 февраля 2024 года в Канвондо, Республика Корея. Первые зимние юношеские игры, которые проходят в Азии.

## Кандидаты

### Предпочитаемые заявки
- Канвондо, Республика Корея
Губернатор провинции Канвондо Чхве Мун Сун объявил, что провинция представила письмо о заинтересованности в проведении зимних юношеских Олимпийских игр 2024 года. Корея планирует задействовать несколько арен зимних Олимпийских игр 2018 года для проведения Игр 2024[источник не указан 2008 дней]. 5 декабря 2019 года исполнительный совет МОК опубликовал рекомендацию проведения Игр в Канвондо после того, как официальную кандидатуру выдвинул Олимпийский комитет Кореи. Провинция Канвондо также получила поддержку со стороны Национального министерства культуры, спорта и туризма, а также городов Пхёнчхан и Каннын[1].

| Провинция Канвондо | Республика Корея | 79 |
| Против всех        | Против всех      | 2  |
| Воздержались       | Воздержались     | 1  |
| Всего              | Всего            | 82 |

### Другие заявки
- София, Болгария
 Премьер-министр Болгарии Бойко Борисов заявил, что страна начала подготовку заявки, после того, как президент МОК Томас Бах посетил Софию в сентябре 2018 года[2].
- Брашов, Румыния
 Брашов принимал у себя Европейский юношеский зимний олимпийский фестиваль 2013 года и подал заявку на проведение юношеских Олимпийских игр 2020 года (он проиграл олимпийской столице Лозанне). Олимпийский комитет Румынии объявил, что может быть возможность подать новую заявку на Игры 2024 года[3].
- Гранада, Испания
 Гранада выразила заинтересованность в проведении соревнований.
- Ушуая, Аргентина
 Перед летней юношеской Олимпиадой 2018 года, которая проходила в Буэнос-Айресе, президент МОК Томас Бах посетил этот город и высказался о возможности проведения зимней юношеской Олимпиады здесь. В октябре 2014 года Олимпийский комитет Аргентины уже раскрыл план об использовании наследия юношеской Олимпиады 2018 в качестве некоторых объектов в использовании зимней Олимпиады. Комитет определил юго-восток Аргентины, часть включающую Патагонии для проведения зимних юношеских Олимпийских игр[4].
- Харбин или Чанчунь, Китай
 Харбин-столица провинции Хэйлунцзян и крупнейший город в северо-восточном Китае подтвердил, что подал заявку на проведение игр 3 марта 2017 года[5].
- Сочи, Россия
 Сочи выразил заинтересованность в проведении соревнований.

## Выбор страны-хозяйки Игр
10 января 2020 года на 135-й сессии Международного Олимпийского комитета в Лозанне стало известно, что юношеские Олимпийские игры 2024 года пройдут в провинции Канвондо, Республика Корея. На территории Республики Корея до этого проводились зимние Олимпийские игры 2018 года в Пхёнчхане, а также летние Олимпийские игры 1988 года в Сеуле.

## Виды спорта
Указано количество разыгрываемых комплектов наград
- Биатлон (6)
- Бобслей (2)
- Горнолыжный спорт (9)
- Кёрлинг (2)
- Конькобежный спорт (7)
- Лыжное двоеборье (3)
- Лыжные гонки (5)
- Прыжки с трамплина (3)
- Санный спорт (5)
- Скелетон (2)
- Сноуборд (9)
- Фигурное катание (5)
- Фристайл (12)
- Хоккей с шайбой (4)
- Шорт-трек (7)

## Медальный зачёт
*   Принимающая страна (Республика Корея)
| Место           | Страна            | Золото | Серебро | Бронза | Всего |
| --------------- | ----------------- | ------ | ------- | ------ | ----- |
| 1               | Италия            | 11     | 3       | 4      | 18    |
| 2               | Германия          | 9      | 5       | 6      | 20    |
| 3               | Республика Корея* | 7      | 6       | 4      | 17    |
| 4               | Франция           | 7      | 5       | 6      | 18    |
| 5               | Китай             | 6      | 9       | 3      | 18    |
| 6               | США               | 5      | 11      | 5      | 21    |
| 7               | Австрия           | 5      | 6       | 5      | 16    |
| 8               | Швеция            | 4      | 4       | 3      | 11    |
| 9               | Великобритания    | 4      | 1       | 1      | 6     |
| 10              | Япония            | 3      | 4       | 8      | 15    |
| 11              | Канада            | 3      | 2       | 1      | 6     |
| 12              | Нидерланды        | 3      | 1       | 1      | 5     |
| 13              | Финляндия         | 3      | 0       | 4      | 7     |
| 14              | Латвия            | 2      | 3       | 1      | 6     |
| 14              | Словения          | 2      | 3       | 1      | 6     |
| 16              | Дания             | 1      | 3       | 0      | 4     |
| 17              | Новая Зеландия    | 1      | 2       | 4      | 7     |
| 18              | Швейцария         | 1      | 1       | 7      | 9     |
| 19              | Чехия             | 1      | 1       | 2      | 4     |
| 20              | Казахстан         | 1      | 0       | 2      | 3     |
| 20              | Польша            | 1      | 0       | 2      | 3     |
| 22              | Венгрия           | 1      | 0       | 1      | 2     |
| 23              | Норвегия          | 0      | 4       | 3      | 7     |
| 24              | Австралия         | 0      | 2       | 1      | 3     |
| 25              | Словакия          | 0      | 1       | 2      | 3     |
| 26              | Украина           | 0      | 1       | 1      | 2     |
| 27              | Таиланд           | 0      | 1       | 0      | 1     |
| 27              | Тунис             | 0      | 1       | 0      | 1     |
| 27              | Турция            | 0      | 1       | 0      | 1     |
| 30              | Бразилия          | 0      | 0       | 1      | 1     |
| 30              | Испания           | 0      | 0       | 1      | 1     |
| 30              | Румыния           | 0      | 0       | 1      | 1     |
| Всего стран: 32 | Всего стран: 32   | 81     | 81      | 81     | 243   |